# Yadira Soturno
Yadira Soturno (La Paz, 18 de junio de 1970) es una deportista venezolana que compitió en atletismo adaptado en la disciplina de Atletismo sobre silla de ruedas, especialista en los 100 m planos, 200 m planos 400 m planos y 800 m planos.
Fue parte del conjunto femenino venezolano; es conocida por ser la primera mujer en la historia de Venezuela en asistir a los Juegos Paralímpicos de Pekín 2008 donde participó en todas sus competencias dentro de la categoría T53.
Soturno pertenece a la Selección Nacional de atletismo (Silla de ruedas) y se encuentra posicionada en el puesto número (13) del ranking mundial.
A nivel continental, participó en diversos eventos de los Juegos Parapanamericanos de 2011 en Guadalajara, donde recibió tres medallas de bronce en sus respectivas especialidades de la categoría T53; mientras que ha representado a su país en varios campeonatos nacionales e internacionales donde ha ganado varias preseas.